# Acetalbildung
Die Acetalbildung (oder Acetalisierung) ist eine chemische Reaktion bei der ein Acetal entsteht. Sie kann auf verschiedene Arten geschehen. Bekannt ist vor allem die Bildung aus Aldehyden.
Ein Acetal ist das Kondensationsprodukt aus einem Aldehyd oder Keton und einem oder zwei Alkoholen („Halbacetal“ bzw. „Vollacetal“).

## Allgemeine Darstellung
Bei der Acetalbildung wird eine Carbonylverbindung, also ein Aldehyd oder Keton mit einer C=O-Doppelbindung in ein Acetal umgewandelt, das stattdessen zwei C-O-Einfachbindungen zu OR-Gruppen aufweist. Diese Reaktion ist eine echte Gleichgewichtsreaktion, d. h. das Gleichgewicht kann sowohl weit auf der rechten, als auch weit auf der linken Seite liegen. Die Gleichgewichtslage kann durch Manipulation der Reaktionsbedingungen verändert werden. Das entstehende Wasser kann ständig aus dem Reaktionsgemisch entfernt werden (z. B. durch Destillation) oder der Alkohol wird im Überschuss zugegeben. Acetale werden leichter aus Aldehyden als aus Ketonen gebildet. Cyclische Acetale werden leichter gebildet als acyclische. Konjugation und sterische Effekte können die Acetalbildung erschweren.

## Additionsreaktion aus Aldehyden
Aldehyde (Alkanale) reagieren mit Alkanolen zu Halbacetalen. Diese reagieren im sauren Milieu unter Wasseraustritt weiter zu Acetalen. Ein Beispiel ist die Reaktion von Acetaldehyd mit Methanol zu 1,1-Dimethoxyethan, mit R = R' = R'' = Methyl:
Mit Diolen wie Ethylenglycol bilden sich cyclische Acetale, die stabiler sind als die acyclischen. Ein Beispiel ist die Bildung von Isopropylidenglycerin aus Aceton und Glycerin:

## Reaktionsmechanismus
Nach der initialen Protonierung einer Aldehyd-Funktion durch katalytische Mengen einer geeigneten Säure (z. B. p-TsOH) kann das nun elektrophilere Kohlenstoffatom durch Nukleophile wie z. B. Ethylenglykol angegriffen werden. Das erhaltene Halbacetal kann unter Protonierung und anschließender Wasserspaltung in ein weiteres Oxonium-Ion überführt werden, welches durch den nukleophilen Angriff einer zweiten Alkohol-Funktion ein Vollacetal generiert. Im Falle von Ethylenglykol bildet sich ein zyklisches Acetal, welches häufig als Schutzgruppe von Aldehyden in komplexeren Synthesen eingesetzt wird.

## Acetale als Schutzgruppen
Acetale eignen sich als Schutzgruppen für Carbonylverbindungen und Diole. Im Falle von 1,2-Diolen und 1,3-Diolen werden vor allem Isopropylidenacetale (durch Umsetzung mit Aceton) oder Benzylidenacetale (durch Umsetzung mit Benzaldehyd) verwendet. Als Katalysatoren eignen sich Chlorwasserstoff beziehungsweise Salzsäure, Schwefelsäure, Perchlorsäure, para-Toluolsulfonsäure oder Zinkchlorid. Die Schutzgruppe kann durch saure Hydrolyse entfernt werden ist aber stabil im neutralen und basischen Bereich und gegen viele Reagenzien, inklusive starker Basen, vieler Oxidationsmittel (zum Beispiel Blei(IV)-acetat) und vieler Reduktionsmittel (zum Beispiel Lithiumaluminiumhydrid). Acetale sind außerdem die wichtigsten Schutzgruppen für Carbonylverbindungen. Übliche Acetale sind 1,3-Dioxolane (mit Ethylenglycol als Diol) oder 1,3-Dioxane (mit Propan-1,3-diol als Diol).